# La Ligne de Sceaux

La Ligne de Sceaux est un film français de court métrage réalisé en 1972 par Jean-Paul Török, sorti en 1973.

## Synopsis
Muriel doit se marier prochainement. Un matin, elle ne se rend pas à son travail. Elle part se promener dans le parc de Sceaux où elle fait la connaissance d'un homme. En se quittant, ils décident de se revoir.

## Fiche technique
- Titre : La Ligne de Sceaux
- Réalisation : Jean-Paul Török
- Scénario et dialogues : Jean-Paul Török
- Photographie : Yves Lafaye
- Musique : Sergueï Rachmaninov
- Montage : Michel Patient
- Son : Jean-Louis Richet
- Assistant réalisateur : Bernard Cohn
- Production : Pi Production
- Directeur de production : Hubert Niogret
- Pays d'origine :  France
- Format : couleur - 35 mm
- Genre : comédie dramatique
- Durée : 23 min
- Date de sortie : mai 1973 (présentation au Festival de Cannes)

## Distribution
- Louis Velle : l'homme
- Martine Redon : Muriel
- Hélène Surgère : la mère
- Lorenne Rio : Brigitte
- Jacques Jeanney : le père

## Sélections
- 1973 : Festival de Cannes (sélection officielle)